# Area 51 (sê-ri trò chơi)
Area 51 là một dòng game lấy cảm hứng từ cơ sở quân sự Khu vực 51. Nhượng quyền được Atari Games as đưa ra dưới dạng một loạt hai game arcade bắn súng nhẹ và được Midway Games xem xét lại như một loạt game bắn súng góc nhìn thứ nhất. Các tựa game arcade ban đầu đưa người chơi trở thành thành viên của một đơn vị quân đội đặc biệt phải chiến đấu với một cuộc xâm lược của người ngoài hành tinh được gọi là Kronn. Các phiên bản của bản gốc Area 51 được phát hành cho các hệ máy console gia đình. Các tựa game Midway, dành riêng cho những hệ máy chơi game gia đình, có cốt truyện khác với các phiên bản gốc.

## Phiên bản
Area 51 bản đầu tiên được phát hành cho hệ máy arcade vào năm 1995, và port sang PlayStation, Sega Saturn và PC vào năm 1996. Phần tiếp theo, Area 51: Site 4 được Atari phát hành vào năm 1998. Không giống như bản gốc, nó không được port sang bất kỳ hệ máy console gia đình nào. Giống như tất cả các sản phẩm của Atari Games, nó đã được đưa vào danh mục đầu tư của Midway Games sau khi Midway ngừng hoạt động Atari Games vào năm 2003.
Midway sau đó đã khởi động lại nhượng quyền thương mại này như một tựa game bắn súng góc nhìn thứ nhất. Năm 2005, Area 51 được Midway phát hành cho các hệ máy PlayStation 2, Xbox và Microsoft Windows. Phần tiếp theo, BlackSite: Area 51 được phát hành vào năm 2007 cho PlayStation 3, Xbox 360 và Windows.

## Phim
Ngày 31 tháng 8 năm 2004, Paramount Pictures tuyên bố rằng họ đã mua bản quyền phim trên toàn thế giới cho sê-ri này. Được quảng cáo là phim giật gân đậm chất hành động, nhà sản xuất Christine Peters được cho là đang hợp tác với các nhà phát triển game để giúp xây dựng bộ phim. Vào ngày 9 tháng 9, Variety đưa tin rằng Paramount đã thuê Dean Georgaris viết kịch bản và sản xuất với đối tác Micheal Aguilar. Nó nằm dưới biểu ngữ của Penn Station cùng với Christine Peters và Midway; Kể từ năm 2011, tình trạng phát triển của bộ phim vẫn chưa được biết.